# نيوشا ضيغمي
نيوشا ضيغمي (بالفارسية: نیوشا ضیغمی)(1980 في رشت، إيران)ممثلة سينمائية وتلفزيونية إيرانية. بدأت التمثيل عام2006.

## الحياة المهنية
حصلت نيوشا ضيغمي على شهادة أكاديمية في علم نفس الطفل. تخرجت من جمعية السينما الشبابية في عام 2005، وتلقت عرضًا لدور تمثيلي في مسلسل «في عين العاصفة» (2003-2009). كما عملت أيضًا في سلسلة «أخبر الحقيقة» (2012).

## فيلموغرافيا
- 2014 إيران برغر
- 2012 غرفة رقم صفر
- 2012 جشت ارشاد؟!
- 2011 بورتغال خوني
- 2010 دوختر شاهي باريون
- الديمقراطية
- موفاجي 2008
- 2007 النرجس
- 2007 هيس بنهان
- 2007 باركواي
- 2006 شريدة

## روابط خارجية
- نيوشا ضيغمي على موقع IMDb (الإنجليزية)
- نيوشا ضيغمي على موقع قاعدة بيانات الفيلم (الإنجليزية)
- نيوشا ضيغمي على موقع قاعدة بيانات الفيلم (الإنجليزية)